# 戟城郡
戟城郡，中国南北朝时设置的郡。
西魏置，治所在戟城县（今湖北省随州市西北）。属嶷州。辖境约当今湖北省随州市西北部。旋废，改戟城县为横山县。